# کاراباست ریور
کاراباست ریور (به انگلیسی: Carrabassett River) رودخانه‌ای است که در ایالات متحده آمریکا جریان دارد.